# Legaat (uiterste wilsbeschikking)
Een legaat is een testamentaire making waarbij een bepaald goed of een bepaalde som geld aan een bepaalde (rechts-)persoon wordt nagelaten. Juridisch beschouwd ontvangt de legataris niet direct iets van erflater, maar krijgt een vorderingsrecht op een of meerdere erfgenamen of legatarissen, deze zijn tot uitvoering verplicht, voor zover de erfenis dat financieel toelaat. België kent ook het vindicatielegaat, een bijzondere vorm waarbij de eigendom wel direct overgaat. Een legaat betreft in de regel een bepaalde geldsom of een bepaald goed, bijvoorbeeld een klassieke auto, een sieraad, serviesgoed e.d., het kan ook een bepaald percentage van de waarde van de nalatenschap zijn, of een dienst. Dit kan bij testament worden geregeld en voor bepaalde inboedelgoederen ook bij codicil.
Het werkwoord is legateren. Wie een ander op deze manier iets nalaat, is een legator. Wie iets gelegateerd krijgt, is een legataris. Een legataris is geen erfgenaam maar aan een erfgenaam kan wel een legaat nagelaten worden.
Het legaat bestond al in het Romeinse recht. In de Middeleeuwen werd het in delen van Europa toegepast om bezittingen aan de kerk te schenken, niet zelden onder druk van kerkelijke leiders. Vandaag de dag worden legaten vaak gebruikt om schenkingen aan goede doelen te doen.

## Verschil legaat en erfdeel
Er is een belangrijk verschil tussen een legaat en een erfdeel. Een wettelijk of testamentair erfgenaam van iemand die overlijdt, krijgt een deel in de onverdeelde nalatenschap, het erfdeel. Dat is meestal een breukdeel van de nalatenschap. Door de saisine regel gaan na overlijden van erflater alle bezittingen, eigendommen en schulden, alle rechten en verplichtingen direct over op de erfgenamen, ze verkrijgen samen de nalatenschap onder algemene titel. De erfgenamen zijn als eigenaren van de onverdeelde erfenis samen verantwoordelijk voor het beheer, de afwikkeling en de verdeling, de erfgenamen zorgen er zelf voor dat ze (de waarde) van hun erfdeel uit de nalatenschap uitgekeerd krijgen. De legataris die niet ook erfgenaam is, staat hier buiten, bij overlijden is de eigendom van het legaat niet direct van overledene op de legataris overgegaan, deze heeft recht op het legaat maar heeft het legaat nog niet in handen. Wat bij erfrecht aan iemand wordt gelegateerd, is een vorderingsrecht op de erfgenamen, de erfgenamen hebben een verplichting te handelen. Is de erfenis niet groot genoeg om het legaat uit te keren en heeft niemand zuiver aanvaard, hebben erfgenamen enkel de verplichting het legaat te voldoen voor zover middelen in de nalatenschap aanwezig zijn. Als er bij testament een beheersexecuteur is benoemd, heeft deze als vertegenwoordiger van de erfgenamen de verplichting de legaten te voldoen.
Een legaat is een schuld van de nalatenschap en deze moeten volgens de wet worden voldaan voordat het restant van de nalatenschap onder de erfgenamen kan worden verdeeld (art. 4:7 BW). Een legataris hoeft daarom niet te wachten tot de afwikkeling is afgerond en ontvangt het legaat voordat de erfgenamen de samenstelling van de erfdelen hebben vastgesteld en aan elkaar voldaan. Het kan dus onder omstandigheden zo zijn dat een legataris wel iets uit de nalatenschap krijgt en de erfgenamen niet.

## Soorten legaten (België)
Het Belgisch erfrecht kent een legaat met zakelijke werking, het vindicatielegaat , daarbij gaat de eigendom van het gelegateerde bij het overlijden van de erflater automatisch over op de legataris. Bij het damnatielegaat verkrijgt de legataris slechts een vordering op de erfgenamen om het gelegateerde aan de gerechtigde (legataris) af te geven. De gewone legataris is dus ook in België geen erfgenaam; hij heeft een vordering op de erfboedel. De erfboedel is het nagelaten bezit van de overledene.
Het Nederlandse en het Duitse recht kennen geen vindicatielegaat. Een in Nederland of Duitsland woonachtige Belg kan in deze landen bij uiterste wilsbeschikking geen vindicatielegaat toekennen en ontvangt een Nederlander een vindicatielegaat uit een Belgisch testament, heeft dat geen zakelijke werking, zo besliste de Europese rechter.
Voor belastingoptimalisatie kan in België gebruikgemaakt worden van het duolegaat.

## Regeling legaat in Nederland
Een legaat is volgens artikel 117 lid 1 van Boek 4 van het Nederlandse Burgerlijk Wetboek een uiterste wilsbeschikking waarin de erflater aan een of meer personen een vorderingsrecht toekent. Het vorderingsrecht bestaat tegen een of meer erfgenamen of legatarissen die bij dezelfde nalatenschap geroepen zijn, toedeling van legaten in een testament kan daarom alleen wanneer ook minstens één erfgenaam wordt aangewezen. Een legaat komt ten laste van de gezamenlijke erfgenamen tenzij het aan een of meer erfgenamen of legatarissen is opgelegd. Is de prestatie deelbaar, dan zijn de belaste erfgenamen ieder naar evenredigheid van hun erfdeel verbonden, tenzij de erflater anders heeft beschikt. Een erfgenaam kan ook een legaat krijgen, men noem dit 'pre-legaat'.
Bij een legaat moet worden onderscheiden tussen degeen die het vorderingsrecht van de erflater ontvangt, de legataris, en degeen of degenen op wie de verplichting rust het legaat af te geven. Een legaat kan aan een of meer bepaalde erfgenamen of legatarissen zijn opgelegd, en komt anders ten laste van de gezamenlijke erfgenamen. Een sublegaat is een legaat opgelegd aan een legataris.
Een legaat wordt door de wet gezien als schuld van de nalatenschap maar is uitgesloten van de wettelijke voorrangsbepalingen. Wanneer door de erfgenamen of door de executeur een inventarisatie van de nalatenschap wordt gemaakt (boedelbeschrijving), worden de legaten daar als schulden van de nalatenschap opgevoerd, of bij een of meer erfgenamen aan hun erfdeel toegerekend. Door een legaat kan de positieve waarde van het vermogen dat er voor overlijden was, na overlijden een negatieve waarde krijgen voor erfgenamen die de last van een legaat dragen.
Door de afgifte van legaten kan een erflater invloed uitoefenen op de manier waarop zijn of haar vermogen na overlijden wordt toebedeeld aan personen en instellingen van eigen keus. Anders dan bijvoorbeeld in Duitsland, kan in Nederland niet bij uiterste wilsbeschikking de verdeling van de nalatenschap onder de erfgenamen worden bepaald. Stelt een notaris voor dat bij testament te doen, is belangrijk te weten dat erfgenamen niet wettelijk verplicht zijn de desbetreffende aanwijzingen te volgen, een bepaling in een testament die geen uiterste wilsbeschikking is wordt door de rechter voor nietig gehouden. De verdeling is uitsluitend het recht en de plicht van de gezamenlijke erfgenamen, omdat zij op grond van de dwingendrechtelijke saisine regel (art. 4:182 BW) na overlijden in alle rechten en verplichtingen van de erflater zijn getreden. Dit grondrecht kan niet met een andersluidende testamentaire bepaling opzij worden geschoven. Dat is anders als een testamentair bewind is ingesteld, gaat het om een gemeenschappelijke boedel dan heeft de bewindvoerder de bevoegdheid zelfstandig bij de rechter een vordering tot verdeling in te stellen.
Een andere soort wilsbeschikking die op het legaat lijkt, maar niet hetzelfde is, is de testamentaire last, daar bestaat een verplichting voor degene op wie de last rust, er is geen recht voor degene ten behoeve van wie een last moet worden uitgevoerd.

### Verschillen legataris en erfgenaam
Een erfgenaam wordt door overlijden met eventuele andere erfgenamen mede-eigenaar van de onverdeelde nalatenschap en is gerechtigd op het hem toekomend deel daarvan. Een erfgenaam draagt alle verantwoordelijkheid. De nalatenschap kan ook negatief zijn. Een legataris krijgt een vorderingsrecht op een erfgenaam of andere legataris, hij verkrijgt het gelegateerde onder bijzondere titel en loopt niet het risico de schulden van de nalatenschap te moeten betalen, iets waartoe de erfgenamen in principe wel verplicht zijn als ze de nalatenschap zuiver hebben aanvaard. Een erfgenaam die een legaat ontvangt, is als erfgenaam aansprakelijk voor de schulden van de nalatenschap, naar rato van zijn erfgenaamschap.
Een erfgenaam heeft als eigenaar zeggenschap bij afwikkeling en verdeling van een nalatenschap, een legataris staat hier buiten en is juridisch gelijk gesteld met een schuldeiser. onafhankelijk van de familiaire betrekking tot de overledene. Dit kan reden zijn voor een testateur bij bepaalde personen voor een legaat te kiezen in plaats van diegeen als erfgenaam te benoemen. Bij legaten voor minderjarigen wordt vaak een volwassene als testamentair bewindvoerder aangesteld, is deze bewindvoerder erfgenaam, kan deze als erfgenaam meepraten bij de afwikkeling van de nalatenschap en de uitvoering van de legaten, vanuit de belangen van de erfgenamen, maar niet als bewindvoerder namens de legatarissen.

### Vorderingsrecht
De vordering van een legataris op de nalatenschap is achtergesteld bij de vorderingen die schuldeisers op de overleden erflater hadden die niet door de dood teniet zijn gegaan en alle andere schulden van de nalatenschap, daaronder bijvoorbeeld de aanslag erfbelasting en de kosten van beheer en afwikkleing van de boedel. Dit is geregeld in artikel 4:7 BW. Als de voorgaande schulden samen groter zijn dan de activa, of groter dan de som aan legaten, krijgt de legataris niets of slechts een deel uit de nalatenschap. Er bestaat dan wel een vorderingsrecht op de erfgenamen die met het legaat zijn belast en die de nalatenschap zuiver hebben aanvaard. Deze zijn aansprakelijk met hun eigen vermogen.
Beroept iemand zich op de legitieme portie, moeten de legaten in mindering worden gebracht vóór de giften die de erflater heeft gedaan. Sommige giften worden in dit opzicht aan een legaat gelijkgesteld: zij worden daarom een quasi-legaat genoemd.
Aan een legaat kan een voorwaarde verbonden zijn, waaraan men moet voldoen om het legaat te mogen ontvangen (testamentaire last). De last mag een legataris niet belemmeren in het uitoefenen van bevoegdheden die hij krachtens erfrecht heeft (art. 4:4 BW) en mag niet in strijd zijn met de openbare orde, de goede zeden en wetgeving van dwingend recht (art. 4:44 BW). Een legaat kan een sublegaat inhouden: de verplichting voor een legataris om een legaat (bijvoorbeeld een deel van het door deze legataris te ontvangen legaat) te geven aan weer een ander, de sublegataris. De sublegataris heeft een vorderingsrecht op de legataris.

### Digitale goederen
Ook digitale goederen kunnen bij legaat worden vermaakt, te denken valt aan online opgeslagen foto's, NFT's, een harde schijf met data of een smartphone inclusief alle data en per app bereikbare data.

### "Quasi-legaat"
Er is een categorie rechthandelingen die geen uiterste wilsbeschikking zijn, maar wel pas na overlijden moeten worden uitgevoerd en voor de toepassing van inkorting en vermindering worden aangemerkt als een legaat ten laste van de gezamenlijke erfgenamen. Ze zijn door wetgever op één plaats in het wetboek samengebracht, de artikelen 4:126-129 BW. De wet noemt dit "Giften en andere handelingen die worden aangemerkt als legaten", in de notariële wandelgang worden dit quasi-legaten genoemd. Zij hebben geen betrekking op de hele nalatenschap of een evenredig deel daarvan en vallen niet onder artikel 4:4 BW.

### Codicil
Bepaalde goederen van de inboedel en bepaalde persoonlijke bezittingen kunnen ook zonder testament gelegateerd worden door middel van een volledig handgeschreven, gedateerd en ondertekend stuk: het codicil. Bij codicil kunnen bepaalde inboedelgoederen worden gelegateerd als kleding, CD's en meubels of een sieraad, maar geen waardevolle zaken, geen onroerend goed en geen geldbedragen. Ook een erfgenaam kan een legaat krijgen en aan een legaat kan de voorwaarde worden verbonden dat een bepaald bedrag bij de nalatenschap moet worden ingebracht. Dat bedrag kan de reële waarde zijn of een lagere som, dan is er een schenkingselement.

### Grootte legaat
De grootte van een legaat kan van het moment van overlijden afhangen. Het kan bijvoorbeeld toegepast worden als aanvulling op een periodieke gift (die voor de aftrekbaarheid moet eindigen bij overlijden) om het eventueel niet doorgaan van giften wegens overlijden te compenseren. Het bedrag van het legaat wordt dan dus jaarlijks minder zonder steeds het testament te veranderen.
De grootte van een legaat kan ook in het testament beschreven worden als bijvoorbeeld een bepaald percentage van het saldo van alle of bepaalde bezittingen en alle of bepaalde schulden, eventueel met een minimum en/of een maximum. Als de uitkomst nul of negatief is komt dit op hetzelfde neer als het ontbreken van een vorderingsrecht, dus het niet hebben van een legaat. Het aanvaarden of verwerpen van het legaat maakt dan dus geen verschil.
Als er bijvoorbeeld legaten zijn van in totaal 40% van het saldo van bezittingen en schulden, en dit saldo is positief, dan blijft er 60% over voor de erfgenamen. Op deze manier worden de erfgenamen beschermd tegen eventuele schulden uit legaten die uit het eigen vermogen moeten worden voldaan. Als het saldo van bezittingen en schulden negatief is moeten de erfgenamen het schuldsaldo echter geheel betalen.
Een legaat van een goed dat er bij het overlijden van de erflater niet meer blijkt te zijn, heeft geen waarde. Wie een testament maakt, is niet verplicht eenmaal gelegateerde zaken te behouden tot de dag van zijn overlijden. Bij testament kan de testateur een goed legateren dat niet tot de nalatenschap behoort, de erfgenamen zullen dit goed dan ten behoeve van de legataris moeten aanschaffen. Dan moet dit wel expliciet in het testament staan, anders sorteert het legaat geen effect, dat kan niet bij codicil.

### Erfbelasting
De verkrijger van een legaat betaalt erfbelasting als de waarde van het legaat hoger is dan de vrijstelling. Met de woorden "vrij van recht" kan in een testament echter worden bepaald dat de erfbelasting over een legaat voor rekening van de erfgenamen komt. Hierbij wordt het netto bedrag gebruteerd, dat wil zeggen dat een bruto bedrag wordt bepaald, zodanig dat na aftrek van de erfbelasting bij erven van het brutobedrag, het netto bedag overblijft.

### Aanvaarding
Een legaat kan worden verkregen zonder dat een aanvaarding nodig is maar de legataris heeft de bevoegdheid om het legaat te verwerpen zolang hij het niet aanvaard heeft. De kantonrechter kan op verzoek van een belanghebbende aan de legataris een termijn stellen, waarbinnen deze moet verklaren of hij al dan niet verwerpt; bij gebreke van een verklaring binnen de gestelde termijn verliest de legataris de bevoegdheid om te verwerpen. De verwerping van een legaat moet op ondubbelzinnige wijze geschieden, maar is niet aan een vorm gebonden. Van de aanvaarding van een legaat als vorderingsrecht zoals toegewezen in een testament moet worden onderscheiden, de daadwerkelijke ontvangst van een legaat uit de nalatenschap. Daar kan het nodig zijn dat wordt aanvaard (art. 3:84 BW).

### Executeur
Als bij testament een executeur is benoemd heeft deze een eigen verantwoordelijkheid ten aanzien van de uitvoer van legaten, want legaten worden in artikel 4:7 BW bestempeld als schulden van de nalatenschap. De executeur is naast de met een legaat belaste erfgenamen gehouden de legatarissen te informeren over het legaat en voert gedurende de periode dat hij in functie is, het beheer.
De schulden uit legaten hebben echter de laagste rangorde en de executeur werkt in de eerste plaats in het belang van de nalatenschap, de erfgenamen en de preferente schuldeisers, niet dat van de legatarissen. Is het legaat niet aan alle erfgenamen gezamenlijk opgelegd en biedt de met een legaat belaste erfgenaam verhaal in het eigen vermogen, is de verantwoordelijkheid voor de executeur kleiner dan als het een schuld is van de gezamenlijke erfgenamen en er buiten de nalatenschap geen verhaal wordt geboden. Worden aan erfgenamen bedragen uit de nalatenschap overgemaakt en blijken er later legaten te zijn die niet meer uit de onverdeelde boedel kunnen worden voldaan, moeten de erfgenamen de legaten voldoen ter hoogte van het bedrag dat ze uit de nalatenschap hebben ontvangen, ook als ze dat al hebben opgemaakt.

### Testamentair beschermingsbewind
Vaak worden legaten voor jonge mensen onder een testamentair beschermingsbewind gesteld tot de jeugdige legatarissen de leeftijd van 23 of 30 jaar hebben bereikt. De bewindvoerder draagt tot die leeftijd zorg voor beheer en instandhouding van het vermogen in het belang van de rechthebbende. Er moet een boedelbeschrijving worden gemaakt en jaarlijks rekening en verantwoording worden afgelegd. Een geldsom moet op een aparte rekening worden beheerd.